# Liste des aires protégées au Burundi
Cette articles répertorie les aires naturelles protégées du Burundi.

## Parcs nationaux
- Parc national de Kibira
- Parc national de Ruvubu
- Parc national de Rusizi

## Réserves naturelles
- Bururi Forest Nature Reserve
- Kigwena Natural Reserve

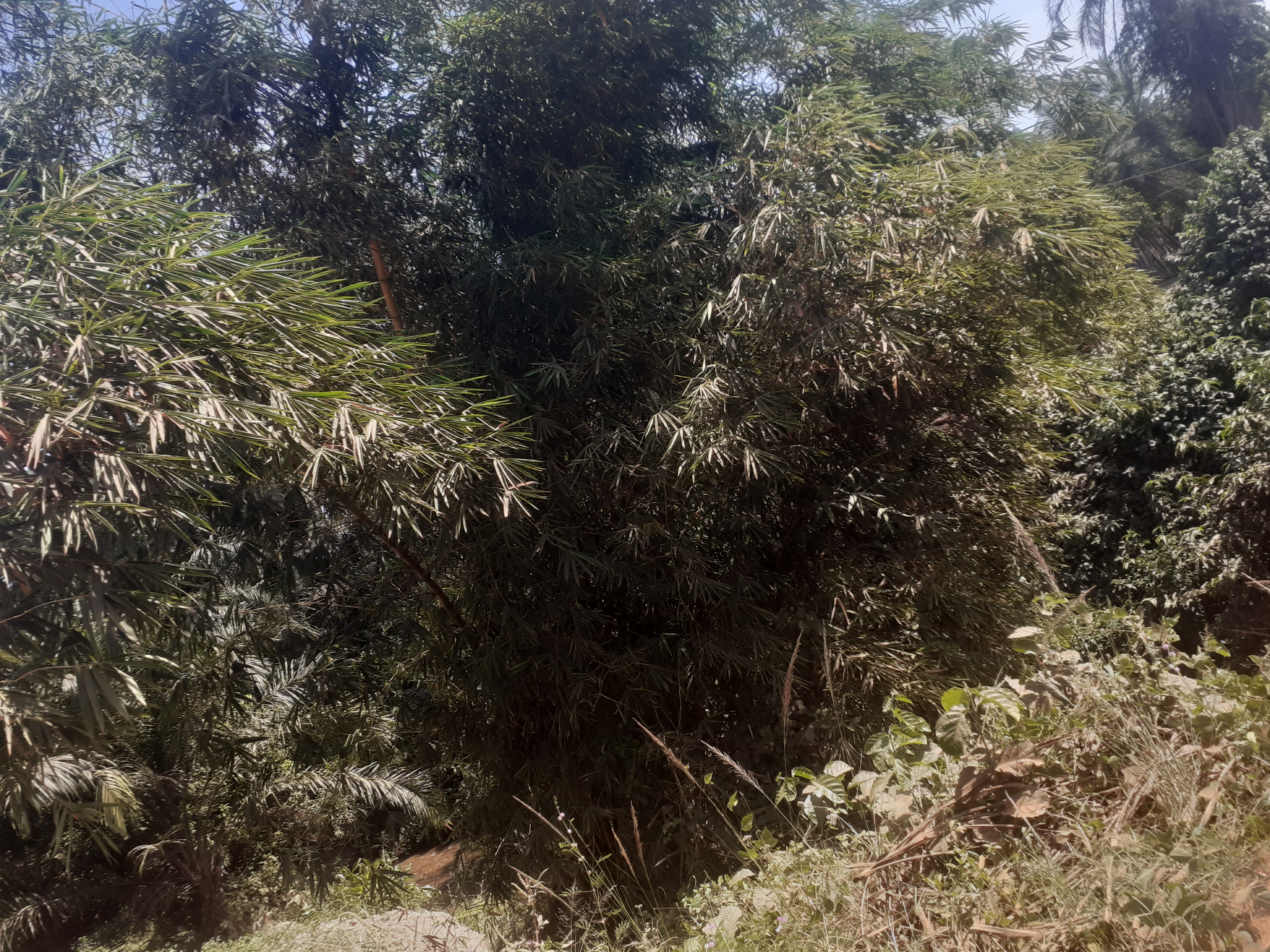
Herbes en bord de route dans la réserve de Kigwena au Burundi. Juin 2022.

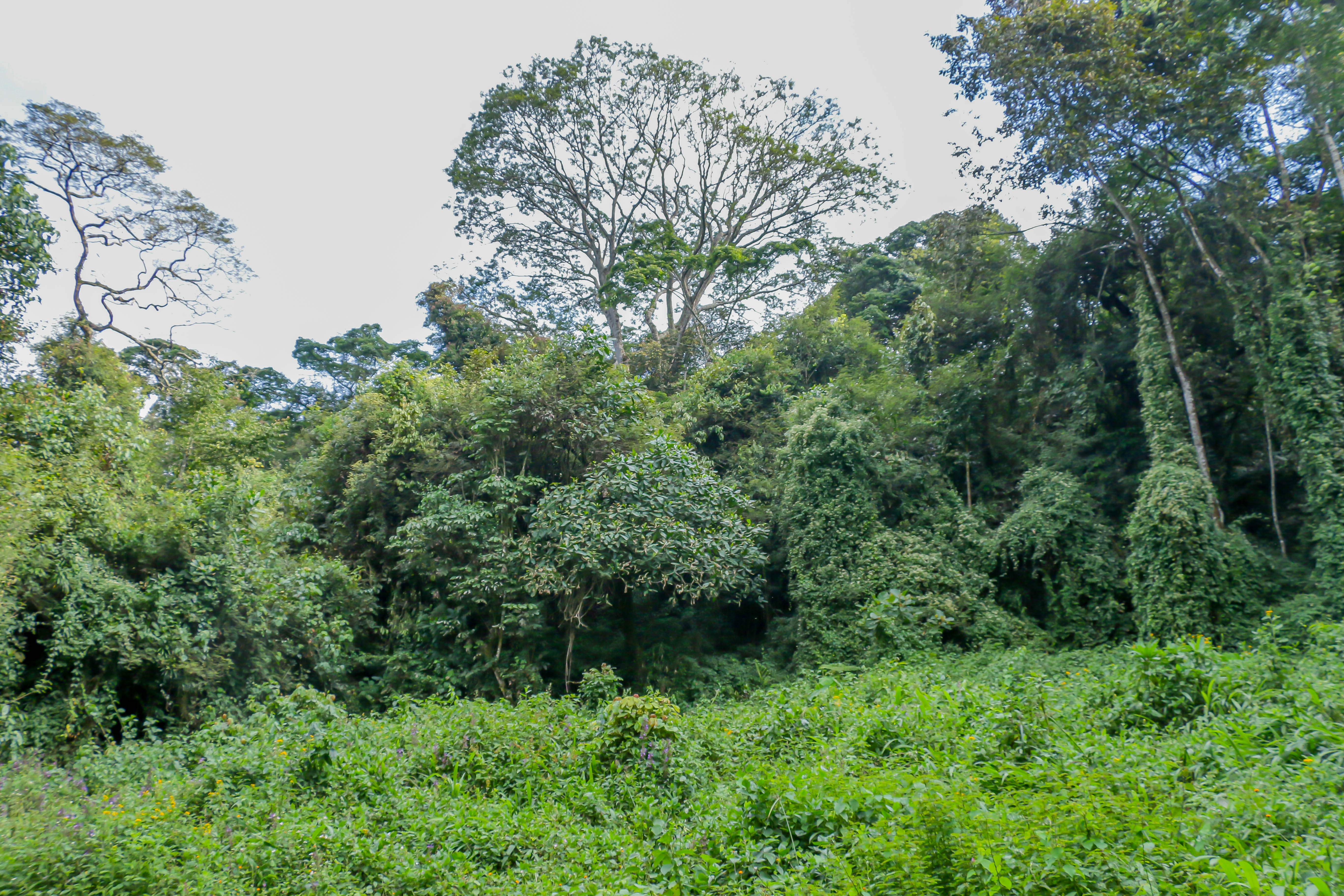
Forêt dans la réserve naturelle de la forêt au Burundi. Juin 2022.

- Lake Rwihinda Natural Reserve (Lac aux Oiseaux)
- Rumonge Nature Reserve
- Rusizi Nature Reserve
- Vyanda Forest Nature Reserve

## Monuments naturels
- Chutes de la Kagera (Karera Waterfalls Natural Monument)
- German Gorge - Faille des Allemands

## Sites Ramsar
La convention de Ramsar est entrée en vigueur au Burundi le 5 octobre 2002.
En janvier 2020, le pays compte quatre sites Ramsar, couvrant une superficie de 785,15 km2.